# Килограм-сила
Килограм-сила (kgf) е стара единица за измерване на сила, равна на силата на тежестта на тяло с маса 1 kg при стандартно земно ускорение. В повечето страни тя е заменена през втората половина на 20 век от производната единица нютон (N) от Международната система единици, но в някои държави (напр. Китай) продължава да се използва. Те могат да се превръщат от едната в другата посредством съотношенията:
1 kgf = 9,80665 N
1 N = 0,101 971 62 kgf
Съществуват нейни кратни единици с по-рядка употреба:
- 1 тон-сила = 1000 kgf = 9806,65 N = 9,80665 kN
- 1 грам-сила = 0,001 kgf = 0,00980665 N

## Употреба
Използвала се е за различни цели като самостоятелна единица или като част от производна единица:
- в бита – теглилките с пружинен механизъм реално измерват сила на натиск (респ. опън). Те показват тегло от 1 kg при сила на натиск 1 kgf;
- в автомобилната промишленост – конската сила е стандартизирана от DIN като единица за мощност на автомобили чрез килограм-сила:

1 к.с. = 75 kgf. m/s
Била е възприета в цяла Европа, преди да бъде заменена от киловата;
- в авиацията единицата се е използвала за описване тягата на самолетни двигатели (в kgf) и разхода им на гориво (в kg/kgf.h), но вече е заменена с нютони и килонютони.